# Evenreitstermolenkolonie
De Evenreitstermolenkolonie is een voormalig waterschap (molenkolonie) in de Nederlandse provincie Groningen. In 1907 werd de Kielhuistermolenpolder aan het schap toegevoegd.
Het waterschap lag pal ten oosten van Noordbroek. De noordgrens werd gevormd door de Slochterweg en de Pastorieweg, de oostgrens door het Buiten Nieuwediep, de zuidgrens door de Scheemderstraat en de Sappemeersterweg en de westgrens door de zijtak van de Slochterweg. Dwars door het gebied werd later de N33 aangelegd. Het schap werd bemalen met een windmolen, die in 1772 reeds bestond en uitsloeg op het Buiten Nieuwediep, die uitkwam op het Termunterzijldiep. Deze molen stond bij de instroom van de tochtsloot Oude Watering, ongeveer 800 meter ten noorden van de Scheemsterstraat. In 1881 werd deze watermolen afgebroken en vervangen door een stoomgemaal, dat na een blikseminslag in 1920 weer werd vervangen door een elektrisch gemaal van 40 pk, dat waarschijnlijk buiten werking gesteld is na 1966. 
Waterstaatkundig gezien ligt het gebied sinds 2000 binnen dat van het waterschap Hunze en Aa's.

## Naam
Het schap is vernoemd naar de streek Evenreiten, die bestaat uit het buitengebied van Noordbroek tussen Noordbroeksterhamrik en het Buiten Nieuwediep uit 1665. 'Even' komt volgens taalkundige Wobbe de Vries wellicht van het Oudfriese heven, wat 'haven' betekent; reit is 'riet'. Dit strookt echter niet met de oudste vermelding van de naam als Heuwinge Reit (1604), Hewingereit of Hawings Rehijt.